# Chiesa di San Pietro (Casanuova)
La chiesa di San Pietro è un edificio sacro situato a Casanuova, nel comune di Laterina Pergine Valdarno, in provincia di Arezzo.

## Storia e descrizione
Di antica fondazione, faceva parte tra la fine del Duecento e gli inizi del Trecento del plebato di Laterina, mentre nel 1340 dipendeva dall'abbazia di Santa Maria di Agnano. L'edificio, al quale è stato cambiato l'orientamento in una moderna ristrutturazione, presenta ancora resti dell'antico paramento murario medievale ed interessanti strutture architettoniche rinascimentali.
Del tipo a capanna, con facciata moderna introdotta da un piccolo portico e campaniletto a vela posto al centro dei due spioventi, ha un impianto ad unica navata e custodisce all'interno frammenti di affreschi rinascimentali tra i quali un'Annunciazione.